# Godrag-Schule
| Tibetische Bezeichnung                                       |
| ------------------------------------------------------------ |
| Tibetische Schrift: ཀོ་བྲག་པ                                   |
| Wylie-Transliteration: ko brag pa                            |
| Andere Schreibweisen: Godragpa; Kodragpa; Kodrakpa; Godrakpa |
| Chinesische Bezeichnung                                      |
| Vereinfacht: 果扎派; 郭扎派; 果札派                          |
| Pinyin:Guozha pai                                            |

Die Godrag-Schule ist eine von Godragpa Sönam Gyeltshen (tib. ko brag pa bsod nams rgyal mtshan; geb. 1182 in Tingri (Dingri); gest. 1261) oder kurz Godragpa (ko brag pa) gegründete Schultradition des tibetischen Buddhismus. Es handelt sich um eine eigenständige kleinere Schule des tantrischen Buddhismus.
Godragpa war der Gründer des Godrag-Klosters am oberen Nyang-Fluss in Gyangzê, nach dem diese Tradition benannt ist.